# معالج ألترا سبارك llli
معالج ألترا سبارك llli هو أحد معالجات الحاسوب من إنتاج شركة انتل. وهو معالج عالي الأداء، ذو بنيان سلمي فائق مع أربع قنوات توارد 4- issue superscalar processor
وهو معالج من النمط Risc، خطوط العنونة فيه على 64 بت
مجموعة الأوامر التي تؤديها وحدة المعالجة المركزية وسعت لتشمل بعض التعليمات الخاصة المتعلقة بمعالجة الرسومات وضغط البيانات ومعالجة الإشارة والأشكال ثلاثية الأبعاد.

## الخصائص الرئيسية للمعالج
- إن تصميم هذا المعالج معتمد على الجيل الثالث من SPARC V9 64 bit
- يحتوي على مجموعة تعليمات خاصة ب vis (Video Information System)
- متوافق مع نظام العد الئنائي
- العنوان الافتراضي مرمز على 64 بت
- العنوان الفيزيائي مرمز على 64 بت
- تردد المعالج 1.28GHZ
- هو معالج متوازي فيه من واحد إلى أربع معالجات تعمل على التوازي Multi processor system capability 1 to 4 processor
- عرض مسى المعطيات 64 بت
- يستطيع كل معالج تنفيذ 4 تعليمات خلال دور ساعة واحد باستخدا خط أنبوبي مكون من 14 مرحلة عالية الأداء باستخدام 6 وحدات تنفيذ
- 2 وحدة أعداد صحيحة من أجل عمليات الحسابية والمنطقية وعمليات الإزاحة
- 2 وحدة فاصلة عائمة من أجل عمليات الضرب والجمع
- وحدة لعمليات التحميل والتخزين lw / sw
- وحدة لعمليات التفريع

## الخابية
يحتوي على ذاكرة خابية تجميعية في مجوعات عدد الأسطر في كل مجموعة 4-way associative، تعتمد سياسة الكتابة خلفا، من مستويين :
1. من المستوي الأول L1 ولها عدة أقسام :
  1. ذاكرة خابية للتعليمات بحجم 32KB
  2. ذاكرة خابية للمعطيات بحجم 64KB
  3. وPrefetch cache بحجم 2KB (وهي ذاكرة تقوم بجلب الأوامر من الذاكرة ووضعها في رتل الأوامر أو التعليمات التي سيقرأها المعالج مما يؤدي لخفض الوقت اللازم لتحميل هذه الأوامر بشكل منفصل)
  4. ذاكرة خابية للكتابة بحجم 2KB
2. من المستوي الثاني L2 مع ذاكرة خابية خاصة بجدول الصفحات TLB [الإنجليزية] أو ما يدعى بصوان الترجمة الفوري، كما أن جدول الصفحات يدعم صفحات بحجم 8 ,64، 512 KB و4MB

تستخدم بروتوكول اتساق الخابيات يدعى MOESI (Modified Owned Exclusive Shared Invalid)
تستخدم خوارزمية ECC لتصحيح أخطاء الذاكرة.. حيث تستطيع تصحيح الخطأ البسيط ناجم عن بت واحد وتعجز عن صيانة الخطأ الناجم عن 2 بت
أعتقد تصنيف هذا المعالج حسب تصنيف flynn للبنى المتوازية هو MIMD حيث يحتوي على عدة وحدات تحكم واحدة و6 وحدات تنفيذ تنفذ نفس التعليمة بنفس اللحظة ولكن على معطيات مختلفة ولها ذاكرة مشتركة فهي MIMD-SD

## وصلات خارجية
The ultraSPARC lli processor